# Vagantenbischof
Vagantenbischöfe ist eine Eindeutschung des lateinischen Terminus episcopi vagantes (Sg. episcopus vagans). Historisch sind damit Wanderbischöfe gemeint, also Bischöfe ohne festen Bischofssitz. Heute werden als Vagantenbischöfe, insbesondere umgangssprachlich und häufig abwertend, Geistliche bezeichnet, die als ordinierte Bischöfe in Erscheinung treten, nachdem sie in irregulärer Weise zum Bischof geweiht wurden oder sich von der Mutterkirche trennten, der sie das Bischofsamt verdanken.

## Begriffsgeschichte
Ursprünglich bezeichnete episcopi vagantes schlicht Bischöfe ohne Bischofssitz. Ein Grund dafür konnte z. B. sein, dass sie auf Wanderschaft ausgesandt wurden, um zu missionieren. Eine solche Funktion findet sich etwa bei den Chorbischöfen in Karantanien und Pannonien noch im 8. und 9. Jahrhundert oder bei den Missionaren der Isle of Man. Die Bezeichnung ist auch z. B. gebräuchlich für irische Missionare des 10. Jh. mit Bischofstitel. Illegitime Bischofsweihe außerhalb großkirchlicher Strukturen ist demnach nur eine von mehreren Ursachen für den möglichen Status eines episcopus vagans im Sinne der historischen und fachsprachlichen Wortverwendung.

## Kriterien
Zumeist vertreten gegenwärtig die sog. Vagantenbischöfe kleine oder kleinste Gruppen. Sie wirken ohne Beauftragung oder juridische Anerkennung durch eine der großen oder größeren christlichen Kirchen. Vagantenbischöfe gehören insbesondere weder der römisch-katholischen Kirche noch der Utrechter Union der Altkatholischen Kirchen oder der Anglikanischen Gemeinschaft als Bischöfe an. Vagante Bischöfe können eine Kirchenspaltung (Schisma) auslösen.

### Römisch-katholische Kirche
Die römisch-katholische Kirche unterscheidet die sakramentale Wirksamkeit und damit Gültigkeit einer Bischofsweihe von ihrer Erlaubtheit gemäß dem Kirchenrecht. Die Wirksamkeit hängt dabei von der richtigen Intention des Weihespenders sowie der Einhaltung wesentlicher Elemente des Weiheritus ab. Des Weiteren muss der Weihespender in der apostolischen Sukzession stehen. Unter diesen Bedingungen gibt es wirksame und gültige Bischofsweihen nicht nur innerhalb, sondern auch außerhalb der communio mit dem Papst, so in allen Ostkirchen. Mithin können ferner die Weihen bestimmter Personen unter Umständen als zwar gültig, jedoch unerlaubt und strafwürdig beurteilt werden. Gemeinhin als Vagantenbischöfe bezeichnete Geistliche werden als irregulär angesehen, bei zumindest vielen die Unwirksamkeit ihrer Ordination bis zum Beweis des Gegenteils unterstellt. Ihre Behandlung bei Aufnahme in die volle Gemeinschaft mit dem Papst gestaltet sich je nach Einzelfall unterschiedlich.
Im Frühmittelalter – bei der Missionierung Germaniens und Skandinaviens – spielten Missionsbischöfe ohne festes Bistum eine große Rolle. Diese agierten oft im Auftrag weltlicher Herrscher oder waren mit einem Sendbrief des Papstes ausgestattet. Sie sollten neue Bistümer errichten und durch ihre Arbeit das Einflussgebiet der christlichen Herrscher erweitern. Bekanntestes Beispiel ist der heilige Bonifatius, der 722 von Papst Gregor II. in Rom zum Bischof geweiht wurde und 732 das Pallium erhielt.

### Altkatholische Kirche
Für die altkatholische Kirche gilt zusätzlich und abweichend von der römisch-katholischen Position seit Eduard Herzog (1915) der in der Mathew-Affäre entwickelte Grundsatz: nulla ecclesia sine episcopo, nullus episcopus sine ecclesia (keine Kirche ohne Bischof, kein Bischof ohne Kirche). Während der erste Teil dieser Maxime sich bis auf Irenäus von Lyon und Tertullian zurückführen lässt, wurde der zweite Teil zuvor nicht in dieser Weise allgemein formuliert. Die Aussage bedeutet, es könne – abweichend zur römisch-katholischen Auffassung – auch „der Mangel einer rechtmäßigen Wahl oder Ernennung eine Konsekration ungültig machen“.
Die Internationale Bischofskommission der Utrechter Union der Altkatholischen Kirchen hat folgende Merkmale für eine gültige Bischofsweihe außerhalb der römisch-katholischen Kirche diskutiert:
Sie betrachtet jede Bischofsweihe als gültig, die
- von (mindestens) einem gültig geweihten Bischof
- öffentlich
- für ein tatsächlich bestehendes Bistum (Diözese) oder eine tatsächlich bestehende Gemeinde
- unter Handauflegung und Herabrufung des Heiligen Geistes auf den zu Weihenden

vollzogen wird.
Ist einer dieser Punkte fraglich, so spricht man von einem „Vagantenbischof“ oder einem „vaganten Bischof“, je nachdem ob man eher die Ungültigkeit oder die Gültigkeit der Weihe betonen will.

### Orthodoxe Kirchen und anglikanische Gemeinschaft
In der orthodoxen und der anglikanischen Kirche gilt wie in der römisch-katholischen Kirche der altkirchliche Grundsatz, dass keine Gemeinde zwei Bischöfen zugleich untergeordnet sein darf (sogenannte überlappende Jurisdiktion).

## Beispiele
Die heute existierenden Weihelinien sogenannter Vagantenbischöfe lassen sich zumeist auf folgende Personen als Konsekratoren zurückführen:
- 18. Jahrhundert
  - Dominique Varlet
- 19. Jahrhundert
  - Antonio Francisco Xavier Alvares
  - Joseph René Vilatte
- 20. Jahrhundert
  - Arnold Harris Mathew
  - Jan Maria Michał Kowalski
  - Carlos Duarte Costa
  - Pierre Martin Ngô Đình Thục[10]
  - Michel Guérard des Lauriers.

- 21. Jahrhundert
  - Richard Williamson

Geistliche sedisvakantistischer Gruppen und Kirchen können ebenfalls als „Vaganten“ bezeichnet werden.
Darüber hinaus gibt es theosophische Gemeinschaften, die – mit oftmals durch Dritte bestrittenem Recht – für ihre eigenen Bischöfe eine Weihelinie in apostolischer Sukzession beanspruchen.